# Белогърба миша птица
Белогърбата миша птица (Colius colius) е вид птица от семейство Птици мишки (Coliidae).

## Разпространение
Видът е разпространен в Намибия и Южна Африка.